# Paper Roses
Paper Roses is de enige single van Marie Osmond die de Nederlandse, Belgische en Britse hitparades haalde. Met haar broertje Donny Osmond scoorde ze er nog twee. The Osmonds waren als familie al doorgebroken, toen ze Olive Marie Osmond ook probeerden te lanceren. Mike Curb, de platenbaas zag echter geen rockcarrière voor haar weggelegd, maar een loopbaan binnen de countrymuziek. En zo verscheen de single Paper Roses, gecomponeerd door Fred Spielman en Janice Torre. Het nummer was eerder de buitenlandse hitparades ingezongen door Anita Bryant (1960).
Paper Roses als debuutsingle bleek een goede keus, ze brak door, maar kon het succes niet (meer) evenaren, behalve dan in de Verenigde Staten.

## Hitnotering
In de Verenigde Staten deed het plaatje het goed in zowel de Countrylijst als in de Billboard Hot 100 (hoogste plaats nr. 5)

### Nederlandse Top 40
| Hitnotering: week 44/1973 t/m week 2/1974 | Hitnotering: week 44/1973 t/m week 2/1974 | Hitnotering: week 44/1973 t/m week 2/1974 | Hitnotering: week 44/1973 t/m week 2/1974 | Hitnotering: week 44/1973 t/m week 2/1974 | Hitnotering: week 44/1973 t/m week 2/1974 | Hitnotering: week 44/1973 t/m week 2/1974 | Hitnotering: week 44/1973 t/m week 2/1974 | Hitnotering: week 44/1973 t/m week 2/1974 | Hitnotering: week 44/1973 t/m week 2/1974 | Hitnotering: week 44/1973 t/m week 2/1974 | Hitnotering: week 44/1973 t/m week 2/1974 | Hitnotering: week 44/1973 t/m week 2/1974 |
| Week:                                     | 1                                         | 2                                         | 3                                         | 4                                         | 5                                         | 6                                         | 7                                         | 8                                         | 9                                         | 10                                        | 11                                        |                                           |
| ----------------------------------------- | ----------------------------------------- | ----------------------------------------- | ----------------------------------------- | ----------------------------------------- | ----------------------------------------- | ----------------------------------------- | ----------------------------------------- | ----------------------------------------- | ----------------------------------------- | ----------------------------------------- | ----------------------------------------- | ----------------------------------------- |
| Positie:                                  | 30                                        | 23                                        | 18                                        | 15                                        | 10                                        | 9                                         | 10                                        | 10                                        | 18                                        | 18                                        | 38                                        | uit                                       |

### NederlandseDaverende 30
| Hitnotering: 3-11-1973 t/m 28-12-1973 | Hitnotering: 3-11-1973 t/m 28-12-1973 | Hitnotering: 3-11-1973 t/m 28-12-1973 | Hitnotering: 3-11-1973 t/m 28-12-1973 | Hitnotering: 3-11-1973 t/m 28-12-1973 | Hitnotering: 3-11-1973 t/m 28-12-1973 | Hitnotering: 3-11-1973 t/m 28-12-1973 | Hitnotering: 3-11-1973 t/m 28-12-1973 | Hitnotering: 3-11-1973 t/m 28-12-1973 | Hitnotering: 3-11-1973 t/m 28-12-1973 |
| Week:                                 | 1                                     | 2                                     | 3                                     | 4                                     | 5                                     | 6                                     | 7                                     | 8                                     |                                       |
| ------------------------------------- | ------------------------------------- | ------------------------------------- | ------------------------------------- | ------------------------------------- | ------------------------------------- | ------------------------------------- | ------------------------------------- | ------------------------------------- | ------------------------------------- |
| Positie:                              | 29                                    | 21                                    | 17                                    | 14                                    | 9                                     | 9                                     | 9                                     | 18                                    | uit                                   |

### BelgischeBRT Top 30
In België haalde het net niet de nummer 1-positie, Nick MacKenzie met Juanita zat haar dwars.
| Hitnotering: 1-12-1973 t/m 15-2-1974 | Hitnotering: 1-12-1973 t/m 15-2-1974 | Hitnotering: 1-12-1973 t/m 15-2-1974 | Hitnotering: 1-12-1973 t/m 15-2-1974 | Hitnotering: 1-12-1973 t/m 15-2-1974 | Hitnotering: 1-12-1973 t/m 15-2-1974 | Hitnotering: 1-12-1973 t/m 15-2-1974 | Hitnotering: 1-12-1973 t/m 15-2-1974 | Hitnotering: 1-12-1973 t/m 15-2-1974 | Hitnotering: 1-12-1973 t/m 15-2-1974 | Hitnotering: 1-12-1973 t/m 15-2-1974 | Hitnotering: 1-12-1973 t/m 15-2-1974 | Hitnotering: 1-12-1973 t/m 15-2-1974 |
| Week:                                | 1                                    | 2                                    | 3                                    | 4                                    | 5                                    | 6                                    | 7                                    | 8                                    | 9                                    | 10                                   | 11                                   |                                      |
| ------------------------------------ | ------------------------------------ | ------------------------------------ | ------------------------------------ | ------------------------------------ | ------------------------------------ | ------------------------------------ | ------------------------------------ | ------------------------------------ | ------------------------------------ | ------------------------------------ | ------------------------------------ | ------------------------------------ |
| Positie:                             | 7                                    | 13                                   | 5                                    | 5                                    | 2                                    | 2                                    | 4                                    | 6                                    | 6                                    | 13                                   | 22                                   | uit                                  |

### Britse Single Top 50
In Engeland was de situatie net als in België, hier zorgde Gary Glitter met Love You Love Me Love dat de nummer 1-positie niet haalde.
| Hitnotering: 17-11-1973 t/m 2-3-1974 | Hitnotering: 17-11-1973 t/m 2-3-1974 | Hitnotering: 17-11-1973 t/m 2-3-1974 | Hitnotering: 17-11-1973 t/m 2-3-1974 | Hitnotering: 17-11-1973 t/m 2-3-1974 | Hitnotering: 17-11-1973 t/m 2-3-1974 | Hitnotering: 17-11-1973 t/m 2-3-1974 | Hitnotering: 17-11-1973 t/m 2-3-1974 | Hitnotering: 17-11-1973 t/m 2-3-1974 | Hitnotering: 17-11-1973 t/m 2-3-1974 | Hitnotering: 17-11-1973 t/m 2-3-1974 | Hitnotering: 17-11-1973 t/m 2-3-1974 | Hitnotering: 17-11-1973 t/m 2-3-1974 | Hitnotering: 17-11-1973 t/m 2-3-1974 | Hitnotering: 17-11-1973 t/m 2-3-1974 | Hitnotering: 17-11-1973 t/m 2-3-1974 | Hitnotering: 17-11-1973 t/m 2-3-1974 |
| Week:                                | 1                                    | 2                                    | 3                                    | 4                                    | 5                                    | 6                                    | 7                                    | 8                                    | 9                                    | 10                                   | 11                                   | 12                                   | 13                                   | 14                                   | 15                                   |                                      |
| ------------------------------------ | ------------------------------------ | ------------------------------------ | ------------------------------------ | ------------------------------------ | ------------------------------------ | ------------------------------------ | ------------------------------------ | ------------------------------------ | ------------------------------------ | ------------------------------------ | ------------------------------------ | ------------------------------------ | ------------------------------------ | ------------------------------------ | ------------------------------------ | ------------------------------------ |
| Positie:                             | 24                                   | 3                                    | 3                                    | 2                                    | 5                                    | 6                                    | 6                                    | 6                                    | 14                                   | 8                                    | 14                                   | 17                                   | 22                                   | 33                                   | 44                                   | uit                                  |

### NPO Radio 2 Top 2000
Paper Roses stond alleen in 1999 in de NPO Radio 2 Top 2000, op plek 1806.